# Recensământul populației din Canada din 2011
Recensământul populației din Canada din 2011 a fost o enumerare detaliată și structurată în numeroase categorii a populației Canadei din 2011. 